# Longueur entre perpendiculaires

La longueur entre perpendiculaires est notée Lpp sur ce schéma

La longueur entre perpendiculaires, notée LPP, est une mesure utilisée en architecture navale. Elle correspond à la longueur entre la perpendiculaire avant (PPAV) et la perpendiculaire arrière (PPAR), qui sont des droites normales à la flottaison, passant par les points d'intersection de la carène immergée avec le plan de flottaison.
Ces points sont déterminés :
- pour un navire de charge, par la position de la ligne de flottaison à pleine charge ;
- pour un bâtiment de guerre, par une ligne horizontale correspondant approximativement à la flottaison à lège.

Cependant, une telle intersection peut être difficile à établir (pour un navire marchand) lorsque l'étambot présente des décrochements ou lorsque la forme arrière n'est pas clairement définie. Dans ce cas, les sociétés de classification définissent des standards pour les perpendiculaires. Un emplacement courant pour la perpendiculaire arrière est l'emplacement de la mèche de safran.
Cette mesure sert couramment de longueur de référence, notamment pour les calculs de jauge et de stabilité du navire.